# Velká Británie na Letních olympijských hrách 1948
Velkou Británii na Letních olympijských hrách v roce 1948 v Londýně reprezentovalo 398 sportovců (331 mužů a 67 žen) ve 20 sportovních odvětvích.

## Medailová umístění
| Medaile | Jméno | Sport         | Disciplína                          |
| ------- | --- | ------------- | ----------------------------------- |
| Zlato   | Dickie Burnell Bert Bushnell | Veslování     | Muži dvojskif                       |
| Zlato   | Ran Laurie Jack Wilson | Veslování     | Muži dvojka bez kormidelníka        |
| Zlato   | David Bond Stewart Morris | Jachting      | Muži třída Swallow                  |
| Stříbro | Tom Richards | Atletika      | Muži maratonský běh                 |
| Stříbro | Alastair McCorquodale John Archer John Gregory Kenneth Jones | Atletika      | Muži štafeta 4 × 100 m              |
| Stříbro | Dorothy Manleyová | Atletika      | Ženy běh na 100 m                   |
| Stříbro | Audrey Williamsonová | Atletika      | Ženy běh na 200 m                   |
| Stříbro | Maureen Gardnerová | Atletika      | Ženy 80 m překážek                  |
| Stříbro | Dorothy Tylerová | Atletika      | Ženy skok vysoký                    |
| Stříbro | John Wright | Box           | Muži váha střední do 73 kg          |
| Stříbro | Don Scott | Box           | Muži váha polotěžká do 80 kg        |
| Stříbro | Reginald Harris | Cyklistika    | Muži 1 000 m sprint                 |
| Stříbro | Robert John Maitland Ian Scott Gordon Thomas | Cyklistika    | Družstvo mužů - hromadný start      |
| Stříbro | Alan Bannister Reginald Harris | Cyklistika    | Muži 2 000 m tandem                 |
| Stříbro | George Sime Michael Walford William White William Lindsay John Peake Frank Reynolds Ronald Davies William Griffiths Robin Lindsay Robert Adlard Norman Borrett David Brodie | Pozemní hokej | Turnaj mužů                         |
| Stříbro | Guy Richardson Paul Massey Alfred Mellows John Meyrick Jack Dearlove Michael Lapage Charles Lloyd Christopher Barton Ernest Bircher                                         | Veslování     | Muži osmiveslice                    |
| Stříbro | Julian Creus | Vzpírání      | Muži bantamová váha do 56 kg        |
| Bronz   | Tebbs Lloyd Johnson | Atletika      | Muži chůze 50 km                    |
| Bronz   | Thomas Godwin | Cyklistika    | Muži 1000 m s pevným startem        |
| Bronz   | David Ricketts Wilfred Waters Robert Geldard Thomas Godwin | Cyklistika    | Družstvo mužů 4 000 m stíhací závod |
| Bronz   | Arthur Carr Harry Llewellyn Henry Nicoll | Jezdectví     | Parkurové skákání - družstva        |
| Bronz   | Catherine Gibson | Plavání       | Ženy 400 m volný způsob             |
| Bronz   | James Halliday | Vzpírání      | Muži lehká váha do 67,5 kg          |